# 第51回ニューヨーク映画批評家協会賞
第51回ニューヨーク映画批評家協会賞は、1985年の優秀な映画に贈られた賞である。1985年12月18日に発表され、1986年1月26日に贈られた。

## 受賞
- 作品賞：
  - 女と男の名誉

- 主演男優賞：
  - ジャック・ニコルソン - 女と男の名誉

- 主演女優賞：
  - ノルマ・アレアンドロ - オフィシャル・ストーリー

- 助演男優賞
  - クラウス・マリア・ブランダウアー - 愛と哀しみの果て

- 助演女優賞
  - アンジェリカ・ヒューストン - 女と男の名誉

- 監督賞：
  - ジョン・ヒューストン - 女と男の名誉

- 脚本賞：
  - ウディ・アレン - カイロの紫のバラ

- 撮影賞
  - デヴィッド・ワトキン - 愛と哀しみの果て

- 外国語映画賞：
  - 乱（ 日本）